# 요세포프
요세포프(Josefov)는 프라하의 구역의 하나로 블타바 강변에 있으며 스타레 몌스토 (Staré město)로 둘러 싸여 있다. 1850년에 '유대인 타운'라는 뜻의 원래 이름인 지도프스케호 몌스토 (Židovské město)에서 현재 이름으로 변경되었다. 현재 이름은 마리아 테레사의 아들인 요세프 2세의 이름을 딴 것이다.  신성 로마 제국의 황제였던 요세프 2세가 1781년 유대인 거주자들에게 평등권을 부여하는 관용법 (Tolerant Patent)를 반포한 것을 기리기 위한 것이다. 이 지역은 흔히 지도프스케 게토 (Židovské ghetto)라고 불렸다.

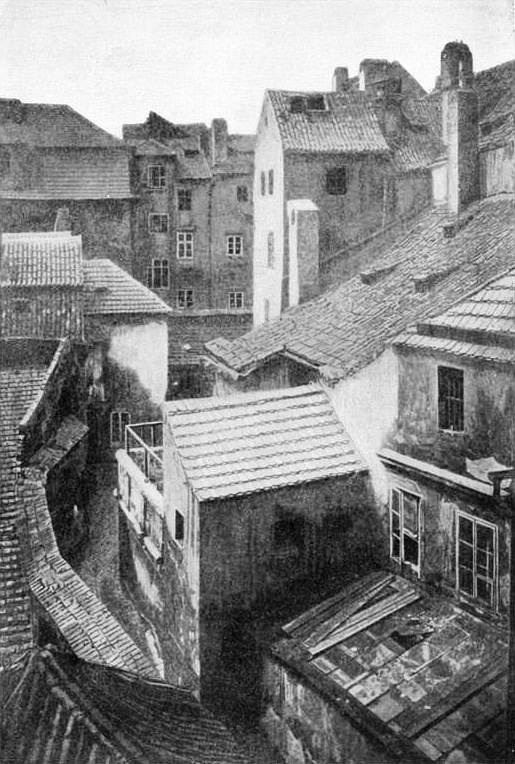
게토의 좁은 길. 1893년-1913년 사이의 재개발로 사라졌다.

## 주요 명소
- 유대 구청 (Židovská radnice, 지도프스카 라드니체) - 18세기 로코코 양식
- 클라우스 시나고그 (Klausova synagoga, 클라우소바 시나고가) - 16세기. 바로크 양식
- 마이셀 시나고그 (Maiselova synagoga, 마이셀로바 시나고가) - 16세기. 화재로 파괴되었고 현재는 유대 박물관.
- 핀카스 시나고그 (Pinkasova synagoga,  핀카소바 시나고가) - 16세기. 현재는 홀로코스트 희생자를 위한 기념관.
- 신구 시나고그 (Staronová synagoga, 스타로노바 시나고가) - 13세기. 고딕 양식.
- 스페인 시나고그 (Španělská synagoga, 슈파녤스카 시나고가) - 19세기.
- 높은 시나고그 (Vysoká synagoga, 비소카 시나고가) - 16세기. 유대 구청과 붙어있다.
- 옛 유대 묘지 (Starý židovský hřbitov, 스타리 지도프스키 흐르지비토프) - 15세기-18세기.유럽에서 가장 오래된 유대 묘지.
- 기념홀 (Obřadní síň, 오브르자드니 신) - 1911년-1912년. 네오르네상스 양식.

### 유대 구청
유대 구청 (Židovská radnice, 지도프스카 라드니체) 은  18세기 로코코 양식의 건축물이다.

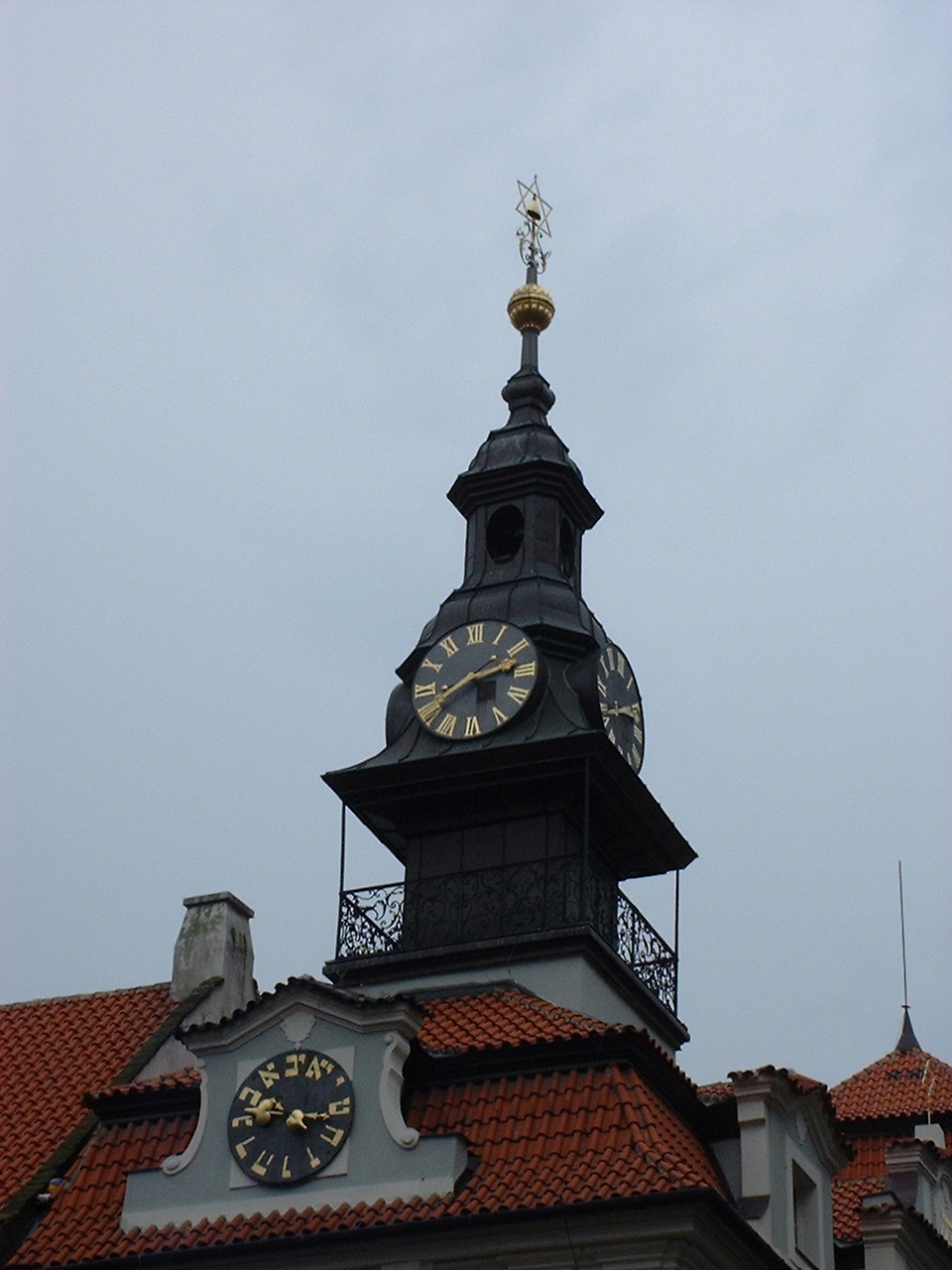
유대 구청의 시계탑. 히브리 문자로 쓰여있으며 바늘이 보통 시계와 반대방향으로 돈다.

### 클라우스 시나고그
클라우스 시나고그 (Klausova synagoga, 클라우소바 시나고가)는 1694년에 지어진 바로크 양식의 건축물로 프라하의 게토에서 가장 큰 것이다. 16세기 후반 모르데하이 마이셀 (Mordechaj Maisel)이 르네상스 양식으로 세운 병원, 시나고그, 탈무드 학교 등이 화재로 사라진 자리에 지어진 것이다.

### 마이셀 시나고그
마이셀 시나고그 (Maiselova synagoga, 마이셀로바 시나고가)는 유대 지구의 구청장이었던 모르데하이 마이셀이 1590년-1592년에 개인적인 기도원으로 세운 것이다.

### 핀카스 시나고그
핀카스 시나고그 (Pinkasova synagoga,  핀카소바 시나고가) - 16세기. 현재는 홀로코스트 희생자를 위한 기념관.

### 신구 시나고그
신구 시나고그 (Staronová synagoga, 스타로노바 시나고가) - 13세기. 고딕 양식.

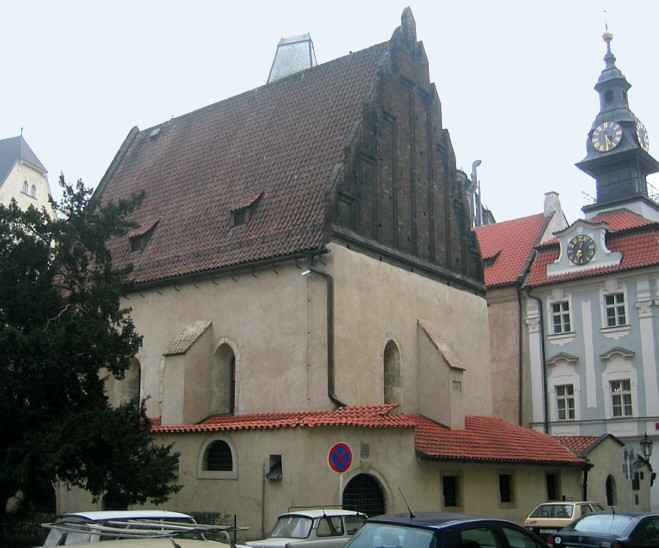
신구 시나고그와 그 뒤로 보이는 유대 구청

### 스페인 시나고그
스페인 시나고그 (Španělská synagoga, 슈파녤스카 시나고가) - 19세기.

### 높은 시나고그
높은 시나고그 (Vysoká synagoga, 비소카 시나고가) - 16세기.

### 옛 유대 묘지
옛 유대 묘지 (Starý židovský hřbitov, 스타리 지도프스키 흐르지비토프) - 15세기-18세기.유럽에서 가장 오래된 유대 묘지.

### 기념홀
기념 홀 (Obřadní síň, 오브르자드니 신) - 1911년-1912년. 네오르네상스 양식.